# Lindsaea pleioptera
Lindsaea pleioptera är en ormbunkeart som beskrevs av Kramer. Lindsaea pleioptera ingår i släktet Lindsaea och familjen Lindsaeaceae. Inga underarter finns listade.